# Sandå
Sandå Sverige AB är svensk ytskiktsleverantör (måleri), som finns på cirka 70 orter i Sverige.

## Historik
Företaget grundades som O Sandå Målerifirma AB i Stockholm av Olle Andersson från Sandån i Dalarna, efter att han flyttat till Kungsholmen. 1973 köptes företaget av Byggproduktion AB (BPA), som i sin tur köptes av PEAB efter att det LO-anknutna BPA drabbat av ekonomiska problem.
1996 köpts BPA Måleri & Golv av Henrik Schmidt som återtog namnet Sandå och döpte om företaget till Sandå Måleri & Golv AB. 1998 togs företaget över av Procuritas Capital Partners. I april 2007 köptes Sandå Måleri AB av Procurator och dess ägare Håkan Roos. I december 2007 köpte samma ägare även Kumlins Måleri AB och slog ihop detta med Sandå Måleri AB under namnet Sandå. Det sammanslagna företaget är en av Europas största måleri- och golvkoncerner.